# Phyllonomaceae
Họ Phyllonomaceae là một họ thực vật hai lá mầm, bao gồm khoảng 4 loài cây gỗ và cây bụi trong một chi có danh pháp Phyllonoma. Chúng là các loài bản địa của khu vực Trung Mỹ (từ Peru tới México).
Chúng có thể được nhận biết nhờ cấu trúc hoa (giống như Helwingiaceae, chúng có các cụm hoa sống trên lá.
Hệ thống APG II năm 2003 đặt họ này trong bộ Aquifoliales, cùng các họ như Aquifoliaceae và Helwingiaceae.
Trong hệ thống Cronquist năm 1981 họ này không tồn tại: chi Phyllonoma được gộp trong họ Grossulariaceae (họ Lý gai hay lý chua).

## Phát sinh chủng loài
Biểu đồ phát sinh chủng loài của họ Phyllonomaceae trong bộ Nhựa ruồi như sau:

|  | Cardiopteridaceae |
|  |                   |
|  | Stemonuraceae     |
|  |                   |

|  | Phyllonomaceae                                                  |
|  |                                                                 |
|  | \| \| Helwingiaceae \| \| \| \| \| \| Aquifoliaceae \| \| \| \| |
|  |                                                                 |
|  | Helwingiaceae                                                   |
|  |                                                                 |
|  | Aquifoliaceae                                                   |
|  |                                                                 |

|  | Helwingiaceae |
|  |               |
|  | Aquifoliaceae |
|  |               |

|  | Cardiopteridaceae |
|  |                   |
|  | Stemonuraceae     |
|  |                   |

|  | Phyllonomaceae                                                  |
|  |                                                                 |
|  | \| \| Helwingiaceae \| \| \| \| \| \| Aquifoliaceae \| \| \| \| |
|  |                                                                 |
|  | Helwingiaceae                                                   |
|  |                                                                 |
|  | Aquifoliaceae                                                   |
|  |                                                                 |

|  | Helwingiaceae |
|  |               |
|  | Aquifoliaceae |
|  |               |

## Phân loại
Họ Phyllonomaceae
- Phyllonoma
  - Phyllonoma cacuminis
  - Phyllonoma coriacea
  - Phyllonoma integerrima
  - Phyllonoma laticarpii
  - Phyllonoma laticuspis